# Kparatao
Kparatao est un village du centre du Togo.
Il est connu pour sa chefferie traditionnelle et ses tombes Tem.
Dans un contexte d'opposition politique, en 2018, la statue équestre d'un guerrier monté y est criblée de balles durant un affrontement nocturne. 